# Upendra Yadav
Upendra Yadav (ur. 1960 w dystrykcie Saptari) – nepalski polityk.
Przewodniczący partii Madhesi Janadhikar Forum, dążącej do uzyskania przez Teraj autonomii. Po wyborach do Zgromadzenia Konstytucyjnego w kwietniu 2008 wszedł do koalicyjnego rządu utworzonego przez lidera maoistów, Prachandę, gabinetu. Objął w nim stanowisko szefa dyplomacji. Został zaprzysiężony 22 sierpnia 2008. Funkcję tę sprawował do dymisji rządu w maju 2009. 4 maja 2011 wszedł w skład gabinetu Jhala Nath Khanala obejmując funkcje wicepremiera i ministra spraw zagranicznych.